# HACEK
HACEK ist das Akronym für eine Gruppe gramnegativer, bakterieller Endokarditiserreger, die aufgrund ihrer besonderen Wachstumsbedingungen im Labor erst nach längerer Bebrütungszeit wachsen. Bei der Labordiagnostik der infektiösen Endokarditis sollte immer an sie gedacht werden, sie machen ca. 1–3 % aller Endokarditiden aus.
Zur HACEK-Gruppe werden gezählt:
- Haemophilus parainfluenzae (physiologische Flora des Respirationstraktes, häufigster Endocarditiserreger dieser Gruppe)[1]

- Aggregatibacter aphrophilus (früher Haemophilus aphrophilus und H. paraphrophilus)
- Aggregatibacter actinomycetemcomitans (früher Actinobacillus actinomycetemcomitans),
- Cardiobacterium hominis,
- Eikenella corrodens (in der Mundflora von Menschen, Hunden und Katzen vorkommende Stäbchenbakterien[2]),
- Kingella kingae

Der natürliche Lebensraum der HACEK-Gruppe ist der Mund-Rachen-Raum.
Zur Behandlung von Infektionen mit Erregern der HACEK-Gruppe werden Antibiotika eingesetzt. Zur Therapie bei Befall mit Eikenella corrodens etwa Ampicillin, Amoxicillin, Ampicillin-Sulbactam, Amoxicillin-Clavulansäure und alternativ auch Ceftriaxon, Cefotaxim sowie Moxifloxacin.